# Neolasioptera diclipterae
Neolasioptera diclipterae är en tvåvingeart som beskrevs av Wunsch 1979. Neolasioptera diclipterae ingår i släktet Neolasioptera och familjen gallmyggor.
Artens utbredningsområde är Colombia. Inga underarter finns listade i Catalogue of Life.